# Albești (Mureș)
Albești é uma comuna romena localizada no distrito de Mureș, na região histórica da Transilvânia. A comuna possui uma área de 110.00 km² e sua população era de 5696 habitantes segundo o censo de 2007.